# 국제 올림픽 위원회 총회
다음은 역대 국제 올림픽 위원회의 총회 개최지 및 기타 내용에 관한 것이다. IOC 총회라고도 부른다.

## 올림픽 의회
| 회차 | 개최지                | 개최 년도 |
| ---- | --------------------- | --------- |
| 1회  | 프랑스 파리           | 1894      |
| 2회  | 프랑스 르아브르       | 1897      |
| 3회  | 벨기에 브뤼셀         | 1905      |
| 4회  | 프랑스 파리           | 1906      |
| 5회  | 스위스 로잔           | 1913      |
| 6회  | 프랑스 파리           | 1914      |
| 7회  | 스위스 로잔           | 1921      |
| 8회  | 체코슬로바키아 프라하 | 1925      |
| 9회  | 독일 베를린           | 1930      |
| 10회 | 불가리아 바르나       | 1973      |
| 11회 | 서독 바덴바덴         | 1981      |
| 12회 | 프랑스 파리           | 1994      |
| 13회 | 덴마크 코펜하겐       | 2009      |

## 국제 올림픽 위원회(IOC) 총회
파란색으로 칠해진 총회는 올림픽 의회기간 중에 열린것이고 분홍색으로 칠해진 총회는 올림픽 기간중에 열린 것이다. 노란색으로 칠해진 총회는 앞으로 열릴 총회이다.
| 회차                                                                                   | 개최지                                                                 | 개최년도 | 주제 |
| -------------------------------------------------------------------------------------- | ---------------------------------------------------------------------- | -------- | --- |
| 1회                                                                                    | 프랑스 파리                                                            | 1894     | 아테네를 1896년 하계 올림픽 개최지로 발표, 파리를 1900년 하계 올림픽 개최지로 발표. |
| 2회                                                                                    | 그리스 아테네                                                          | 1896     | 피에르 드 쿠베르탱가 IOC 위원장으로 선출됨. |
| 3회                                                                                    | 프랑스 르아브르                                                        | 1897     | |
| 4회                                                                                    | 프랑스 파리                                                            | 1901     | 세인트루이스를 1904년 하계 올림픽 개최지로 발표. |
| 5회                                                                                    | 프랑스 파리                                                            | 1903     | |
| 6회                                                                                    | 영국 런던                                                              | 1904     | 로마를 1908년 하계 올림픽 개최지로 발표. |
| 7회                                                                                    | 벨기에 브뤼셀                                                          | 1905     | |
| 8회                                                                                    | 그리스 아테네                                                          | 1906     | |
| 9회                                                                                    | 네덜란드 헤이그                                                        | 1907     | 피에르 드 쿠베르탱가 IOC 위원장으로 재선출됨. |
| 10회                                                                                   | 독일 베를린                                                            | 1909     | 스톡홀름을 1912년 하계 올림픽 개최지로 발표. |
| 11회                                                                                   | 룩셈부르크                                                             | 1910     | |
| 12회                                                                                   | 오스트리아-헝가리 제국 부다페스트                                      | 1911     | |
| 13회                                                                                   | 스위스 바젤                                                            | 1912     | |
| 14회                                                                                   | 스웨덴 스톡홀름                                                        | 1912     | 베를린을 1916년 하계 올림픽 개최지로 발표. |
| 15회                                                                                   | 스위스 로잔                                                            | 1913     | |
| 16회                                                                                   | 프랑스 파리                                                            | 1914     | |
| 모든 국제 올림픽 사업은 제1차 세계 대전으로 인해 1914년에서 1918년까지 중단되었습니다. |                                                                        |          | |
| 17회                                                                                   | 스위스 로잔                                                            | 1919     | 앤트워프를 1920년 하계 올림픽 개최지로 발표. |
| 18회                                                                                   | 벨기에 앤트워프                                                        | 1920     | |
| 19회                                                                                   | 스위스 로잔                                                            | 1921     | 샤모니를 1924년 동계 올림픽 개최지로 발표, 파리를 1924년 하계 올림픽 개최지로 발표, 암스테르담을 1928년 하계 올림픽 개최지로 발표.                                                                                      |
| 20회                                                                                   | 프랑스 파리                                                            | 1922     | |
| 21회                                                                                   | [[파일:{{{국기그림-1861}}}\|22x20px\|border \|이탈리아]] 이탈리아 로마 | 1923     | 로스앤젤레스를 1932년 하계 올림픽 개최지로 발표. |
| 22회                                                                                   | 프랑스 파리                                                            | 1924     | |
| 23회                                                                                   | 체코슬로바키아 프라하                                                  | 1925     | 앙리 드 바예라투르가 IOC 위원장으로 선출됨. |
| 24회                                                                                   | 포르투갈 리스본                                                        | 1926     | 생모리츠를 1928년 동계 올림픽 개최지로 발표. |
| 25회                                                                                   | 모나코                                                                 | 1927     | |
| 26회                                                                                   | 네덜란드 암스테르담                                                    | 1928     | |
| 27회                                                                                   | 스위스 로잔                                                            | 1929     | 레이크플래시드를 1932년 동계 올림픽 개최지로 발표. |
| 28회                                                                                   | 독일 베를린                                                            | 1930     | |
| 29회                                                                                   | 스페인 바르셀로나                                                      | 1931     | 베를린을 1936년 하계 올림픽 개최지로 발표. |
| 30회                                                                                   | 미국 로스앤젤레스                                                      | 1932     | |
| 31회                                                                                   | 오스트리아 빈                                                          | 1933     | 가르미슈파르텐키르헨을 1936년 동계 올림픽 개최지로 발표. 앙리 드 바예라투르가 IOC 위원장으로 재선출됨. |
| 32회                                                                                   | 그리스 아테네                                                          | 1934     | |
| 33회                                                                                   | 노르웨이 오슬로                                                        | 1935     | |
| 34회                                                                                   | 독일 가르미슈파르텐키르헨                                              | 1936     | |
| 35회                                                                                   | 독일 베를린                                                            | 1936     | 도쿄를 1940년 하계 올림픽 개최지로 발표. |
| 36회                                                                                   | 폴란드 바르샤바                                                        | 1937     | 삿포로를 1940년 하계 올림픽 개최지로 발표. |
| 37회                                                                                   | 이집트 카이로                                                          | 1938     | |
| 38회                                                                                   | 영국 런던                                                              | 1939     | 가르미슈파르텐키르헨을 1940년 동계 올림픽 개최지로 발표, 코르티나담페초를 1944년 동계 올림픽 개최지로 발표, 런던을 1944년 하계 올림픽 개최지로 발표.                                                                    |
| 모든 국제 올림픽 사업은 제2차 세계 대전으로 인해 1939년에서 1945년까지 중단되었습니다. |                                                                        |          | |
| 39회                                                                                   | 스위스 로잔                                                            | 1946     | 생모리츠를 1948년 동계 올림픽 개최지로 발표, 런던을 1948년 하계 올림픽 개최지로 발표. 시그프리드 에드스트룀가 IOC 위원장으로 선출됨.                                                                                    |
| 40회                                                                                   | 스웨덴 스톡홀름                                                        | 1947     | 오슬로를 1952년 동계 올림픽 개최지로 발표, 헬싱키를 1952년 하계 올림픽 개최지로 발표. |
| 41회                                                                                   | 스위스 생모리츠                                                        | 1948     | |
| 42회                                                                                   | 영국 런던                                                              | 1948     | |
| 43회                                                                                   | 이탈리아 로마                                                          | 1949     | 코르티나담페초를 1956년 동계 올림픽 개최지로 발표, 멜버른을 1956년 하계 올림픽 개최지로 발표. |
| 44회                                                                                   | 덴마크 코펜하겐                                                        | 1950     | |
| 45회                                                                                   | 오스트리아 빈                                                          | 1951     | |
| 46회                                                                                   | 노르웨이 오슬로                                                        | 1952     | |
| 47회                                                                                   | 핀란드 헬싱키                                                          | 1952     | 에이버리 브런디지가 IOC 위원장으로 선출됨. |
| 48회                                                                                   | 멕시코 멕시코시티                                                      | 1953     | |
| 49회                                                                                   | 그리스 아테네                                                          | 1954     | |
| 50회                                                                                   | 프랑스 파리                                                            | 1955     | 스쿼밸리를 1960년 동계 올림픽 개최지로 발표. 로마를 1960년 하계 올림픽 개최지로 발표. |
| 51회                                                                                   | 이탈리아 코르티나담페초                                                | 1956     | |
| 52회                                                                                   | 오스트레일리아 멜버른                                                  | 1956     | |
| 53회                                                                                   | 불가리아 소피아                                                        | 1957     | |
| 54회                                                                                   | 일본 도쿄                                                              | 1958     | 이 회의에서는 스파이리돈 사마라스의 올림픽 찬송가가 올림픽과 IOC의 공식 국가로 선언됨. |
| 55회                                                                                   | 서독 뮌헨                                                              | 1959     | 인스브루크를 1964년 동계 올림픽 개최지로 발표, 도쿄를 1964년 하계 올림픽 개최지로 발표. 루지는 1964년에 올림픽 프로그램에 추가됨.                                                                                       |
| 56회                                                                                   | 미국 샌프란시스코                                                      | 1960     | |
| 57회                                                                                   | 이탈리아 로마                                                          | 1960     | 에이버리 브런디지가 IOC 위원장으로 재선출됨. |
| 58회                                                                                   | 그리스 아테네                                                          | 1961     | |
| 59회                                                                                   | 소련 모스크바                                                          | 1962     | |
| 60회                                                                                   | 서독 바덴바덴                                                          | 1963     | 멕시코시티를 1968년 하계 올림픽 개최지로 발표. |
| 61회                                                                                   | 오스트리아 인스브루크                                                  | 1964     | 그르노블을 1968년 동계 올림픽 개최지로 발표. |
| 62회                                                                                   | 일본 도쿄                                                              | 1964     | 에이버리 브런디지가 IOC 위원장으로 3선 선출됨. |
| 63회                                                                                   | 스페인 마드리드                                                        | 1965     | |
| 64회                                                                                   | 이탈리아 로마                                                          | 1966     | 삿포로를 1972년 동계 올림픽 개최지로 발표, 뮌헨을 1972년 하계 올림픽 개최지로 발표. |
| 65회                                                                                   | 이란 테헤란                                                            | 1967     | |
| 66회                                                                                   | 프랑스 그르노블                                                        | 1968     | |
| 67회                                                                                   | 멕시코 멕시코시티                                                      | 1968     | 에이버리 브런디지가 IOC 위원장으로 4선 선출됨. |
| 68회                                                                                   | 폴란드 바르샤바                                                        | 1969     | |
| 69회                                                                                   | 네덜란드 암스테르담                                                    | 1970     | 덴버를 1976년 동계 올림픽 개최지로 발표, 몬트리올을 1976년 하계 올림픽 개최지로 발표. |
| 70회                                                                                   | 네덜란드 암스테르담                                                    | 1970     | |
| 71회                                                                                   | 룩셈부르크                                                             | 1971     | |
| 72회                                                                                   | 일본 삿포로                                                            | 1972     | |
| 73회                                                                                   | 서독 뮌헨                                                              | 1972     | 킬라닌 남작이 IOC 위원장으로 선출됨. |
| 74회                                                                                   | 불가리아 바르나                                                        | 1973     | |
| 75회                                                                                   | 오스트리아 빈                                                          | 1974     | 레이크플래시드를 1980년 동계 올림픽 개최지로 발표, 모스크바를 1980년 하계 올림픽 개최지로 발표. |
| 76회                                                                                   | 스위스 로잔                                                            | 1975     | |
| 77회                                                                                   | 오스트리아 인스브루크                                                  | 1976     | |
| 78회                                                                                   | 캐나다 몬트리올                                                        | 1976     | |
| 79회                                                                                   | 체코슬로바키아 프라하                                                  | 1977     | |
| 80회                                                                                   | 그리스 아테네                                                          | 1978     | 사라예보를 1984년 동계 올림픽 개최지로 발표, 로스앤젤레스를 1984년 하계 올림픽 개최지로 발표. |
| 81회                                                                                   | 우루과이 몬테비데오                                                    | 1979     | |
| 82회                                                                                   | 미국 레이크플래시드                                                    | 1980     | |
| 83회                                                                                   | 소련 모스크바                                                          | 1980     | 후안 안토니오 사마란치가 IOC 위원장으로 선출됨. |
| 84회                                                                                   | 서독 바덴바덴                                                          | 1981     | 캘거리를 1988년 동계 올림픽 개최지로 발표, 서울을 1988년 하계 올림픽 개최지로 발표. 테니스는 1988년 올림픽 프로그램에 재응모됨.                                                                                         |
| 85회                                                                                   | 이탈리아 로마                                                          | 1982     | |
| 86회                                                                                   | 인도 뉴델리                                                            | 1983     | |
| 87회                                                                                   | 유고슬라비아 사라예보                                                  | 1984     | |
| 88회                                                                                   | 미국 로스앤젤레스                                                      | 1984     | |
| 89회                                                                                   | 스위스 로잔                                                            | 1984     | |
| 90회                                                                                   | 서독 베를린                                                            | 1985     | |
| 91회                                                                                   | 스위스 로잔                                                            | 1986     | 바르셀로나를 1992년 하계 올림픽 개최지로 발표, 알베르빌을 1992년 동계 올림픽 개최지로 발표. 1994년부터 여름과 겨울 게임을 번갈아 가며 분리하는 것이 승인됨.                                                             |
| 92회                                                                                   | 튀르키예 이스탄불                                                      | 1987     | |
| 93회                                                                                   | 캐나다 캘거리                                                          | 1988     | |
| 94회                                                                                   | 대한민국 서울                                                          | 1988     | 릴레함메르를 1994년 동계 올림픽 개최지로 발표. |
| 95회                                                                                   | 푸에르토리코 산후안                                                    | 1989     | 후안 안토니오 사마란치가 IOC 위원장으로 재선출됨. 데모 스포츠는 1994년부터 올림픽 프로그램에서 제외됨. |
| 96회                                                                                   | 일본 도쿄                                                              | 1990     | 애틀란타를 1996년 하계 올림픽 개최지로 발표. |
| 97회                                                                                   | 영국 버밍햄                                                            | 1991     | 나가노를 1998년 동계 올림픽 개최지로 발표. 컬링과 스노우보드는 1998년 올림픽 프로그램에 추가됨. |
| 98회                                                                                   | 프랑스 알베르빌                                                        | 1992     | |
| 99회                                                                                   | 스페인 바르셀로나                                                      | 1992     | |
| 100회                                                                                  | 스위스 로잔                                                            | 1993     | |
| 101회                                                                                  | 모나코 몬테카를로                                                      | 1993     | 시드니를 2000년 하계 올림픽 개최지로 발표. 후안 안토니오 사마란치가 IOC 위원장으로 3선 선출됨. 비치발리볼은 1996년에 올림픽 프로그램에 추가됨.                                                                          |
| 102회                                                                                  | 노르웨이 릴레함메르                                                    | 1994     | |
| 103회                                                                                  | 프랑스 파리                                                            | 1994     | |
| 104회                                                                                  | 헝가리 부다페스트                                                      | 1995     | 솔트레이크시티를 2002년 동계 올림픽 개최지로 발표. |
| 105회                                                                                  | 미국 애틀란타                                                          | 1996     | |
| 106회                                                                                  | 스위스 로잔                                                            | 1997     | 아테네를 2004년 하계 올림픽 개최지로 발표. 후안 안토니오 사마란치가 IOC 위원장으로 4선 선출됨. |
| 107회                                                                                  | 일본 나가노                                                            | 1998     | |
| 108회                                                                                  | 스위스 로잔                                                            | 1999     | |
| 109회                                                                                  | 대한민국 서울                                                          | 1999     | 토리노를 2006년 동계 올림픽 개최지로 발표. |
| 110회                                                                                  | 스위스 로잔                                                            | 1999     | |
| 111회                                                                                  | 오스트레일리아 시드니                                                  | 2000     | |
| 112회                                                                                  | 러시아 모스크바                                                        | 2001     | 베이징을 2008년 하계 올림픽 개최지로 발표. 자크 로게가 IOC 위원장으로 선출됨. |
| 113회                                                                                  | 미국 솔트레이크시티                                                    | 2002     | |
| 114회                                                                                  | 멕시코 멕시코시티                                                      | 2002     | |
| 115회                                                                                  | 체코 프라하                                                            | 2003     | 밴쿠버를 2010년 동계 올림픽 개최지로 발표. |
| 116회                                                                                  | 그리스 아테네                                                          | 2004     | |
| 117회                                                                                  | 싱가포르                                                               | 2005     | 런던을 2012년 하계 올림픽 개최지로 발표. 야구와 소프트볼은 2012년 올림픽 프로그램에서 제외됨. |
| 118회                                                                                  | 이탈리아 토리노                                                        | 2006     | |
| 119회                                                                                  | 과테말라                                                               | 2007     | 소치를 2014년 동계 올림픽 개최지로 발표. 싱가포르를 2010년 하계 청소년 올림픽 개최지로 발표. |
| 120회                                                                                  | 중국 베이징                                                            | 2008     | |
| 121회                                                                                  | 덴마크 코펜하겐                                                        | 2009     | 리우데자네이루를 2016년 하계 올림픽 개최지로 발표. 자크 로게가 IOC 위원장으로 재선출됨. 골프와 럭비는 2016년 올림픽 프로그램에 재입고함.                                                                                |
| 122회                                                                                  | 캐나다 밴쿠버                                                          | 2010     | 난징을 2014년 하계 청소년 올림픽 개최지로 발표. 더반을 123회 개최지로 발표. |
| 123회                                                                                  | 남아프리카 공화국 더반                                                 | 2011     | 평창을 2018년 동계 올림픽 개최지로 발표. |
| 124회                                                                                  | 영국 런던                                                              | 2012     | |
| 세션없음                                                                               | 스위스 로잔                                                            | 2013     | 부에노스아이레스을 2018년 하계 청소년 올림픽 개최지로 발표. |
| 125회                                                                                  | 아르헨티나 부에노스아이레스                                            | 2013     | 도쿄를 2020년 하계 올림픽 개최지로 발표. 토마스 바흐가 IOC 위원장으로 선출됨. 레슬링은 2020년과 2024년 올림픽 프로그램에 입고함.                                                                                        |
| 126회                                                                                  | 러시아 소치                                                            | 2014     | 토마스 바흐가 시작한 올림픽 운동의 미래를 위한 전략적 로드맵인 '올림픽 어젠다 2020'이 논의됨. |
| 127회                                                                                  | 모나코 몬테카를로                                                      | 2014     | 임시회의는 IOC 위원인 알버트 2세 모나코 왕세자가 주최함. 국제올림픽위원회는 바흐의 올림픽 어젠다 2020을 논의함. |
| 128회                                                                                  | 말레이시아 쿠알라룸푸르                                                | 2015     | 베이징을 2022년 동계 올림픽 개최지로 발표. 로잔을 2020년 동계 청소년 올림픽 개최지로 발표. |
| 129회                                                                                  | 브라질 리우데자네이루                                                  | 2016     | 2020년 야구/소프트볼, 가라테, 스포츠 클라이밍, 서핑, 스케이트보드 등 5개의 새로운 스포츠가 입고함. |
| 130회                                                                                  | 스위스 로잔                                                            | 2017     | 2024년 하계 올림픽과 2028년 하계 올림픽을 두 도시 후보가 입고함. 2026년 동계 올림픽 개최지 입고함. |
| 131회                                                                                  | 페루 리마                                                              | 2017     | 파리를 2024년 하계 올림픽 개최지로 발표. 로스앤젤레스를 2028년 하계 올림픽 개최지로 발표. |
| 132회                                                                                  | 대한민국 강릉                                                          | 2018     | 2022년 하계 청소년 올림픽 개최일이 2023년에서 2022년으로 되돌아갔음. 국제올림픽위원회는 아프리카 도시가 2022년 하계 청소년 올림픽을 개최해야 한다고 제안함.                                                             |
| 133회                                                                                  | 아르헨티나 부에노스아이레스                                            | 2018     | 원래 2022년에 열릴 예정이었으나 COVID-19 전염병으로 인한 운영 및 경제적 결과로 인해 2026년으로 연기된 다카르를 2022년 하계 청소년 올림픽 개최지로 발표.                                                                 |
| 134회                                                                                  | 스위스 로잔                                                            | 2019     | 밀라노-코르티나담페초를 2026년 동계 올림픽 개최지로 발표. 2024년 스포츠 클라이밍, 서핑, 스케이트보드, 브레이킹(브레이크댄스) 등 4개의 새로운 스포츠가 입고함. IOC, 개최 7년 전 결정 폐지                                |
| 135회                                                                                  | 스위스 로잔                                                            | 2020     | 강원도를 2024년 동계 청소년 올림픽 개최지로 발표. |
| 136회                                                                                  | 스위스 로잔(IOC 집행위원회) 및 온라인 회의                             | 2020     | 2026년 하계 청소년 올림픽을 2022년에서 2026년으로 연기하는 것이 승인됨. 원래 COVID-19 팬데믹으로 인해 일본 도쿄에서 개최될 예정이었던 이 대회는 일부 IOC 임원들이 로잔에서 근무하는 동안 다른 업무는 온라인으로 개최됨. |
| 137회                                                                                  | 그리스 아테네(IOC 집행위원회) 및 온라인 회의                           | 2021     | 그리스 아테네의 파나테나치 스타디움에서 공식적으로 개막했으며, COVID-19 팬데믹으로 인해 온라인으로 진행됨. 바흐는 국제올림픽위원회(IOC) 위원장으로 재선출. 국제올림픽위원회는 바흐의 올림픽 어젠다 2020+5를 논의함.     |
| 138회                                                                                  | 일본 도쿄                                                              | 2021     | 브리즈번을 2032년 하계 올림픽 개최지로 발표. 2026년 올림픽 프로그램에 스키 등산이 입고함. |
| 139회                                                                                  | 중국 베이징                                                            | 2022     | 2020년 하계 올림픽에서 IOC 난민 올림픽 팀(EOR)의 눈부신 성공에 대한 검토, 영구적이고 임시적인 올림픽 개최지의 경기 후 사용에 대한 연구 및 인권 전략 프레임워크 수립.                                                    |
| 140회                                                                                  | 스위스 로잔                                                            | 2023     | IOC의 집행이사회는 국제복싱협회가 국제복싱협회의 국제적인 관리기구로서의 지위를 상실하도록 투표함. |
| 141회                                                                                  | 인도 뭄바이                                                            | 2023     | 2028년 올림픽 프로그램에는 야구/소프트볼, 라크로스, 국기 축구, 크리켓, 스쿼시를 포함한 5개의 선택 종목이 입고함. |
| 142회                                                                                  | 프랑스 파리                                                            | 2024     | 니스를 2030년 동계 올림픽 개최지로 발표. 솔트레이크시티를 2034년 동계 올림픽 개최지로 발표. IOC, 2025년 사우디아라비아에서 최초 e스포츠 올림픽을 2년마다 개최될 예정.                                                   |
| 143회                                                                                  | 그리스 아테네                                                          | 2025     | 제10대 국제올림픽위원회 위원장 선출. |
| 144회                                                                                  | 이탈리아 밀라노-코르티나담페초                                         | 2026     | |
| 145회                                                                                  | [[\|]] [[]]                                                            | 2027     | |
| 146회                                                                                  | 미국 로스엔젤레스                                                      | 2028     | |
| 147회                                                                                  | [[\|]] [[]]                                                            | 2029     | |
| 148회                                                                                  | 프랑스 니스                                                            | 2030     | |
| 149회                                                                                  | [[\|]] [[]]                                                            | 2031     | |
| 150회                                                                                  | 오스트레일리아 브리즈번                                                | 2032     | |
| 151회                                                                                  | [[\|]] [[]]                                                            | 2033     | |
| 152회                                                                                  | 미국 솔트레이크시티                                                    | 2034     | |